# La seconda venuta
La seconda venuta (The Second Coming in inglese) è una poesia scritta da William Butler Yeats nel 1919, stampata per la prima volta in The Dial (novembre 1920) e poi inclusa nella raccolta Michael Robartes and the Dancer. La poesia utilizza l'immaginario proveniente dall'Apocalisse riguardo alla Seconda venuta come allegoria per descrivere l'atmosfera nell'Europa alla conclusione della I guerra mondiale.

## Descrizione
Nei versi traspare la concezione ciclica della storia propria di Yeats. Vi si annuncia la fine dell'era seguita alla venuta di Cristo e l'avvento di una fase violenta segnata dal sovvertimento delle forme storiche acquisite. L'ispirazione viene dal  Vangelo (Matteo, 24) e si fonde con la visione della Bestia rappresentata nell'Apocalisse di San Giovanni. Lo Spiritus Mundi si identifica ad un tempo con l'anima universale e l'insieme delle coscienze individuali.

## Influenze letterarie
- Da una parte di un verso della poesia, "things fall apart", è tratto il titolo del primo romanzo di Chinua Achebe, tradotto in italiano con Il crollo[1].